# 김영환 (대학 총장)
김영환(1955년 ~ )은 홍익대학교의 제18대 총장이다.

## 경력
- 2006년 8월 - 홍익대학교 산학협력단장
- 2011년 4월 - 홍익대학교 학사담당 부총장
- 2015년 6월 - 홍익대학교 대외협력담당 부총장
- 2015년 9월 ~ - 제18대 홍익대학교 총장